# Język iwam
Język iwam – język sepicki używany w prowincji Sepik Wschodni w Papui-Nowej Gwinei. Według danych z 1998 r. posługuje się nim 3 tys. osób.

## Fonetyka
Opis fonetyki języka iwam oparty jest na:
|             | Przednie | Centralne | Tylne |
| ----------- | -------- | --------- | ----- |
| Przymknięte | i        |           | u     |
| Srednie     | e        | ə         | o     |
| Otwarte     |          | a         |       |

Samogłoski /u/ /o/ /i/ /e/ mogą być obniżone do [ʊ] [ɔ], [ɪ] [ɛ] z wyjątkiem pozycji wygłosowej. Szwa nigdy nie występuje w wygłosie.
|             | Wargowe | Dziąsłowe | Podniebienne | Miękko- podniebienne | Krtaniowe |
| ----------- | ------- | --------- | ------------ | -------------------- | --------- |
| Nosowe      | m       | n         |              | ŋ                    |           |
| Zwarte      | p       | t         |              | k                    |           |
| Szczelinowe |         | s         |              |                      | h         |
| Uderzeniowe |         | ɾ         |              |                      |           |
| Półotwarte  |         |           | j            | w                    |           |

Spółgłoska [ŋ] wymawiana jest jako nosowa spółgłoska uderzeniowa [ɾ̃] przed samogłoskami. Fonem /s/ jest realizowany w nagłosie jako [ʦ] a w innych pozycjach często jako [sʲ]. Dopuszczalne nagłosowe zbitki to /pr/, /kr/, /hr/, /hw/ i /hn/ oraz dowolna spółgłoska wargowa lub miękkopodniebienna plus /w/.